# Eupithecia aphanes
Eupithecia aphanes là một loài bướm đêm trong họ Geometridae.